# セセリア・アマブヨク
セセリア・アマブヨク（Arene Cecilia Amabuyok, 1951年頃 - ）は、フィリピンの修道女。国を代表してミス・ワールド1968に出場したことで知られる。名前のカタカナ表記は毎日新聞に従う。
1951年頃、生まれる。
1968年10月6日、37人の出場者の中からMiss Philippinesに選ばれ、国を代表してミス・ワールドに出場する資格を得る（Cecilia "Pinky" Amabuyok名義。この年はBeauty World Ltd.がミス・ワールドのフランチャイズ契約を締結したのち最初の国内大会である）。
1968年11月、ミス・ワールド1968に出場。この時の肩書は、毎日新聞によるとマニラ大学学生である。優勝の前評判は高いと報道された。熱心なカトリック教徒で、ミス・ワールドに出場中はミサに行けないのが悲しみの種であると述べる。「たとえミス・ワールドに選ばれても、私は神のもの。尼になる望みは捨てませんワ」という発言が残っている。
ミス・ワールド決勝に先立って開催された慈善団体のパーティーでは、男たちは彼女の気を引くために口笛を鳴らし、足を踏み鳴らした。挙句、彼女を持ち上げてテーブルに乗せてしまった。Helen Gordonは、この時の肩書をカトリックの新人修道女としている。なお、彼女が実際に修道女であったか否かについて、二通りの見解がある。ある者は売名のためのでっち上げと言い、ある者は修道院長が「これで修道女は美しくもあり善良でもあることが知れ渡るでしょう」と許可を出したと言う。この発言はセセリア自身によるものだとする資料もある。Han Shinは、修道院長は激怒したがセセリアがこう言って修道女たちを説得し、4週間の休暇を得てミス・ワールドに出場したとする。
11月14日、最終的に第5位入賞でミス・ワールドを終える。